# Jasper (Arkansas)
Jasper település az Amerikai Egyesült Államok Arkansas államában, Newton megyében, melynek megyeszékhelye is. Lakosainak száma 547 fő (2020. április 1.).

## Népesség
A település népességének változása:

| 2010 | 466 |
| 2020 | 547 |